# 2C-T-7
Le 2C-T-7 est un psychotrope aux propriétés stimulantes et hallucinogènes de la famille des phényléthylamines.
Il est inventé par Alexander Shulgin au début des années 1980.

## Pharmacologie
Le 2C-T-7 n'étant pas un produit très répandu, peu de recherches ont été effectuées. On ne connaît que peu sa toxicité et sa pharmacologie.
Ses effets sont relativement semblables à ceux du 2C-B mais d'une durée beaucoup plus longue (8 à 15 heures) et présentent des particularités.

## Effets et conséquences
Il induit un état hallucinogène puissant proche de ceux de la mescaline.
Les effets physiques peuvent comporter des nausées et des vomissements.

### Effets recherchés
- illusions sensorielles ;
- visions colorées ;
- sensations d'énergie, de bien-être ;
- sensation d'empathie ;
- exacerbation des sens (notamment tactile et sensibilité à la musique) ;
- synesthésie.

Comme tout produit psychédélique, son usage peut générer des bad trips. 
Plusieurs morts sont vraisemblablement liées à la prise de fortes quantités de 2C-T-7 par voie intranasale,.

## Production
Comme pour la plupart des « drogues de synthèse », la production s'effectue près des lieux de consommation grâce à la mise en œuvre de laboratoires clandestins mobiles.
À l'instar du 2C-T-2, cette molécule a été disponible en vente libre dans les smartshops suédois et hollandais au début des années 2000 sous le nom de Blue Mystic.

## Législation
Le 2C-T-7 a été en France classé comme stupéfiant en 2003.